# Settefrati

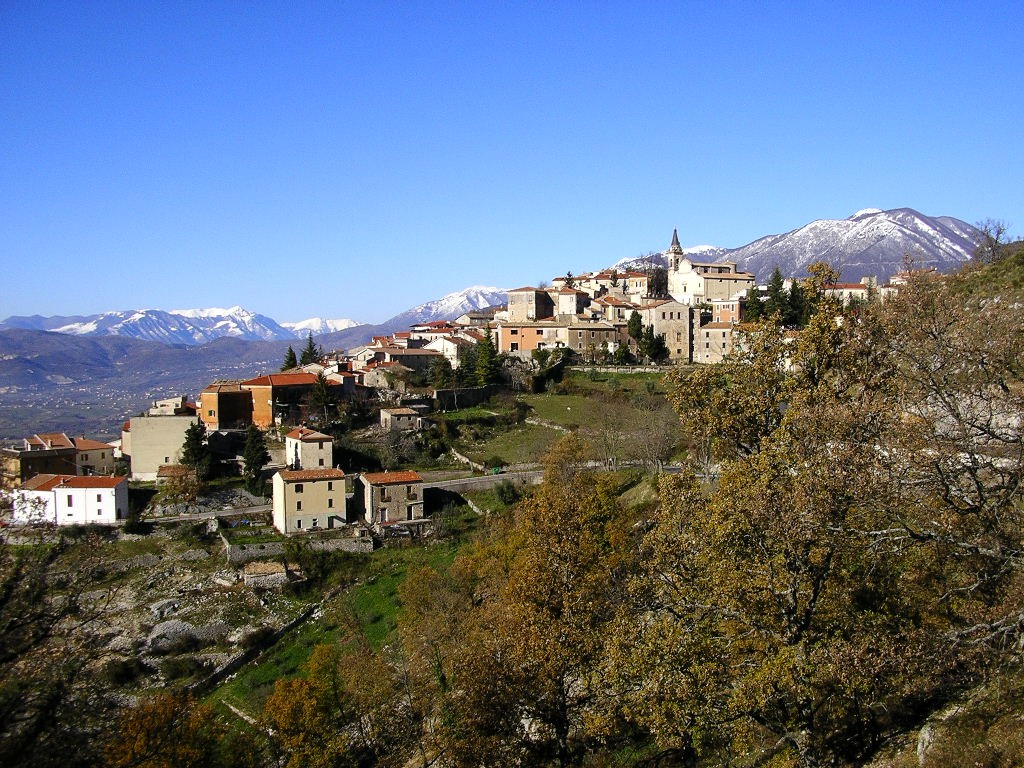
Settefratti, Italia

Settefrati là một đô thị ở tỉnh Frosinone trong vùng Lazio, có vị trí cách khoảng 120 km về phía đông của Roma và khoảng 40 km về phía đông của Frosinone. Tại thời điểm ngày 31 tháng 12 năm 2004, đô thị này có dân số 843 người và diện tích là 50,6 km².
Settefrati giáp các đô thị: Barrea, Civitella Alfedena, Gallinaro, Opi, Picinisco, San Donato Val di Comino.
Settefrati là một sister city of Stamford, Connecticut.